# Amazonides fumigera
Amazonides fumigera är en fjärilsart som beskrevs av François Louis Nompar de Caumont de Laporte 1977. Amazonides fumigera ingår i släktet Amazonides och familjen nattflyn. Inga underarter finns listade i Catalogue of Life.